# Grzegorz Leszczyński (historyk literatury)
Grzegorz Maria Leszczyński (ur. 16 sierpnia 1956 w Warszawie) – polski historyk literatury, krytyk literacki, badacz literatury dla młodzieży, profesor nauk humanistycznych.

## Życiorys
W 1975 ukończył III Liceum Ogólnokształcące im. gen. Józefa Sowińskiego w Warszawie. W 1979 ukończył studia polonistyczne na Uniwersytecie Warszawskim, następnie podjął pracę na macierzystej uczelni. W 1989 obronił pracę doktorską napisaną pod kierunkiem Andrzeja Makowieckiego, wydaną w wersji skróconej w 1990 jako Młodopolska lekcja fantazji. O przełomie antypozytywistycznym w literaturze fantastycznej dla dzieci i młodzieży. W 2007 uzyskał stopień doktora habilitowanego na podstawie pracy Kulturowy obraz dziecka i dzieciństwa w literaturze drugiej połowy XIX i w XX wieku. Wybrane problemy, w 2018 tytuł profesora nauk humanistycznych. Przez całą karierę zawodową związany z Uniwersytetem Warszawskim, był m.in. zastępcą dyrektora Instytutu Literatury Polskiej (1990-1993), prodziekanem Wydziału Polonistyki (2008-2016), od 2016 jest dyrektorem Centrum Języka Polskiego i Kultury Polskiej dla Cudzoziemców Polonicum. Kieruje Zakładem Literatury Popularnej, Dziecięcej i Młodzieżowej UW. W latach 1994–2000 był równocześnie zastępcą dyrektora Redakcji Dziecięcej Telewizji Polskiej.
W 1993 należał od założycieli Stowarzyszenia Przyjaciół Książki dla Młodych - Polskiej Sekcji IBBY (działającej wcześniej w mniej formalny sposób), był jego pierwszym prezesem (do 1994), następnie wiceprezesem (1995-1998).
W 1990 otrzymał nagrodę Polskiej Sekcji IBBY za działalność krytycznoliteracką, w 2002 ta sama organizacją przyznała mu razem z Barbarą Tylicką nagrodę specjalną za przygotowanie Słownika literatury dziecięcej i młodzieżowej. W 2013 otrzymał wyróżnienie Nagrody Ikara w kategorii popularyzacja, a także statuetkę Pegazika w kategorii Przyjaciel Książki przyznawaną podczas Poznańskich Spotkań Targowych Książka dla Dzieci, Młodzieży i Rodziców. Jest członkiem honorowym Polskiej Sekcji IBBY i Polskiego Towarzystwa Wydawców Książek, a także członkiem Towarzystwa Naukowego Warszawskiego.

## Twórczość
Według:
- Młodopolska lekcja fantazji. O przełomie antypozytywistycznym w literaturze fantastycznej dla dzieci i młodzieży (1990)
- Elementarz literacki. Leksykon młodego czytelnika (1995), wyd. II jako Elementarz literacki. Terminy, pojęcia, charakterystyki (2001)
- Sto lat baśni polskiej (1995) - redakcja
- Literatura i książka dziecięca. Słowo – obiegi – konteksty (2002)
- Słownik literatury dziecięcej i młodzieżowej (2002) - redakcja - z Barbarą Tylicką
- Kulturowy obraz dziecka i dzieciństwa w literaturze drugiej połowy XIX i w XX wieku. Wybrane problemy (2006)
- Magiczna biblioteka. Zbójeckie księgi młodego wieku (2007)
- Bunt czytelników. Proza inicjacyjna netgeneracji (2010)
- Książki pierwsze. Książki ostatnie? Literatura dla dzieci i młodzieży wobec wyzwań nowoczesności (2012)
- Książka i młody czytelnik. Zbliżenia, oddalenia, dialogi (2013) - z Michałem Zającem
- Wielkie małe książki. Lektury dzieci. I nie tylko (2015)
- Daję słowo. Wędrówki po języku i literaturze (2016)
- Joanna Kulmowa – „bajka o nadziei, odwadze i mądrości” (2018)